# Meyriat (Ain)
Pour les articles homonymes, voir Meyriat.
Meyriat est une ancienne commune française du département de l'Ain. En 1974, la commune fusionne avec Bohas et Rignat pour former la commune de Bohas-Meyriat-Rignat.

## Toponymie
Le nom de la localité est attesté sous la forme Mairia en 1250. Ce toponyme dérive de Marius, anthroponyme romain + Suffixe -acum.

## Histoire
En 1974, la commune fusionne avec Bohas et Rignat sous la commune de Bohas-Meyriat-Rignat. La commune obtient le statut de commune associée jusqu'en 2000 où la fusion-association de la commune et de Bohas est transformée en fusion simple. Quant à Rignat, elle possède toujours le statut de commune associée.

## Population et société

### Démographie
| 1793 | 1800 | 1806 | 1821 | 1831 | 1836 | 1841 | 1846 | 1851 |
| ---- | ---- | ---- | ---- | ---- | ---- | ---- | ---- | ---- |
| 667  | 733  | 603  | 666  | 677  | 620  | 602  | 567  | 593  |

| 1856 | 1861 | 1866 | 1872 | 1876 | 1881 | 1886 | 1891 | 1896 |
| ---- | ---- | ---- | ---- | ---- | ---- | ---- | ---- | ---- |
| 568  | 570  | 559  | 529  | 500  | 460  | 450  | 459  | 395  |

| 1901 | 1906 | 1911 | 1921 | 1926 | 1931 | 1936 | 1946 | 1954 |
| ---- | ---- | ---- | ---- | ---- | ---- | ---- | ---- | ---- |
| 392  | 361  | 342  | 311  | 304  | 299  | 301  | 246  | 243  |

| 1962 | 1968 | - | - | - | - | - | - | - |
| ---- | ---- | - | - | - | - | - | - | - |
| 219  | 186  | - | - | - | - | - | - | - |

## Pour approfondir